# 大阪天満宮

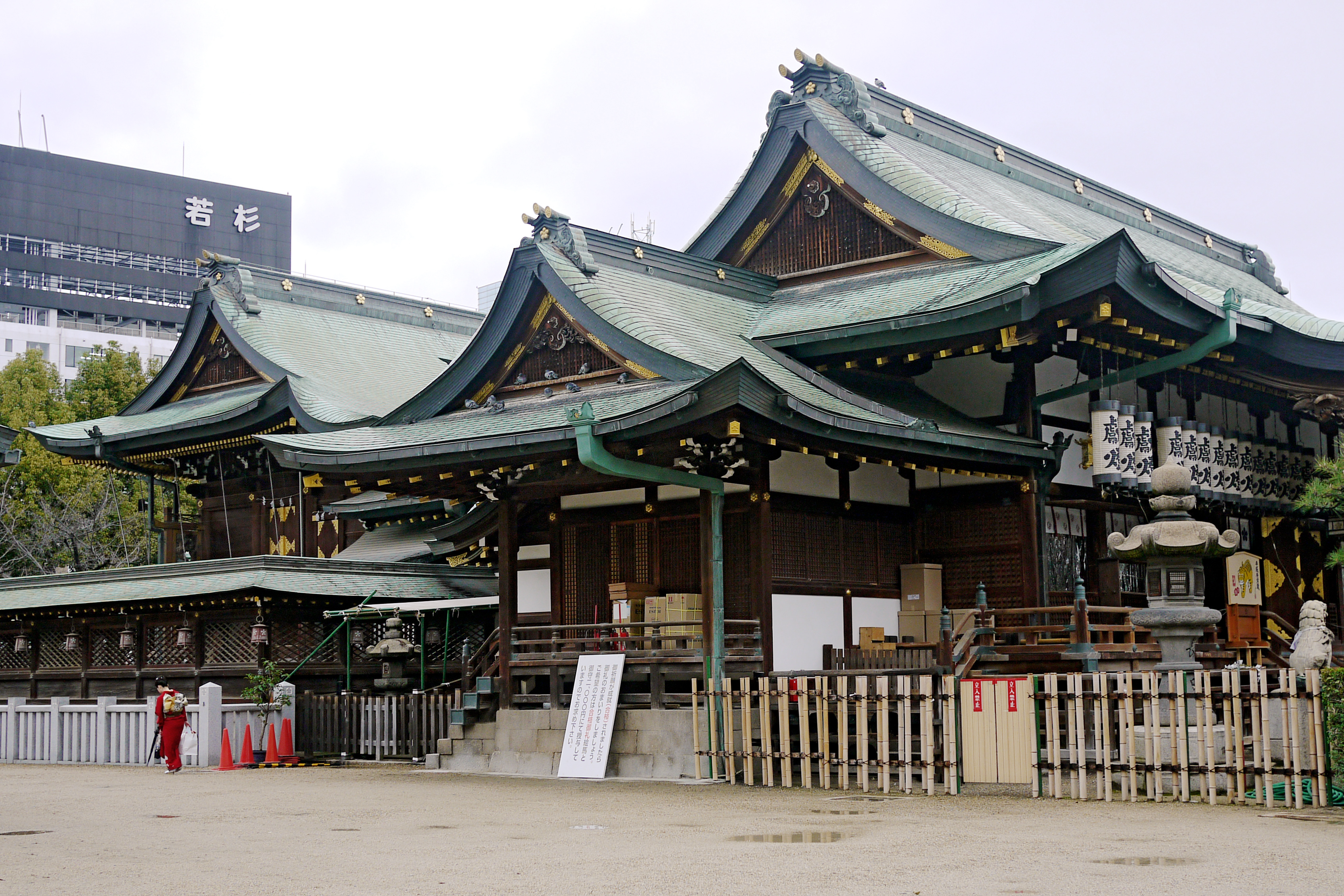
社殿

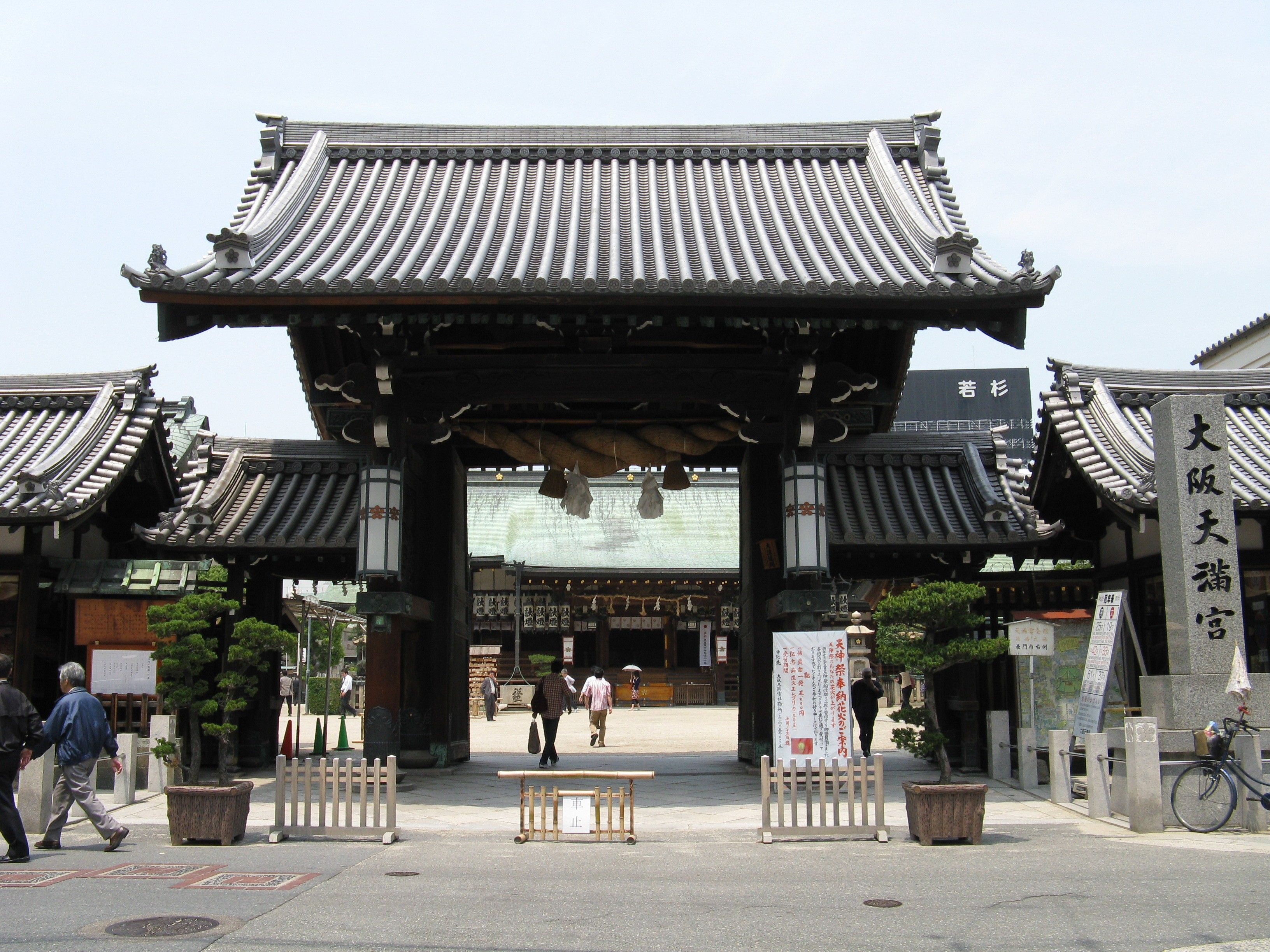
表大門

大阪天満宮（おおさかてんまんぐう）は、大阪市北区天神橋にある神社。別名に天満天神・浪華菅廟・中島天満宮がある。大阪市民からは「天満（てんま）の天神さん」と呼ばれ親しまれている。旧社格は府社で、現在は神社本庁の別表神社。
毎年7月24日から25日にかけて行われる天神祭は日本三大祭、大阪三大夏祭りの一つとして知られている。

## 歴史
白雉元年（650年）、孝徳天皇が難波宮を造営した際、その西北に守護神として大将軍社を創建したのが当社のそもそもの始まりである。
延喜元年（901年）に菅原道真が藤原時平によって九州大宰府へ配転（左遷）させられた際、この地にあった大将軍社に参詣し、旅の安全を祈願している。
延喜3年（903年）に菅原道真が没した後に天神信仰が広まり始めるが、天暦3年（949年）に道真ゆかりの大将軍社の前に7本の松が生え、霊光を放ったという奇譚が都に伝わった。そして、それを聞いた村上天皇の勅命によってこの地に天満宮が建立されることとなった。以後、当社は大将軍社を摂社として新たに天満宮が中心の社となる。
当社は度々火災に見舞われている。なかでも享保9年（1724年）の享保の大火（妙知焼け）では全焼の憂き目にあっている。後に復興したものの、今度は天保8年（1837年）の大塩平八郎の乱による大火でまたも全焼してしまった。しかし、天保14年（1843年）には現在の社殿が再建されて復興を果たしている。
明治時代になると府社に列せられている。
1945年（昭和20年）6月1日の第2回大阪大空襲の際には幸運にも被害を免れている。戦後に神社本庁の別表神社に加列されている。

## 祭神
- 主祭神 - 菅原道真。火雷天神と同一視。天神信仰の項を参照。

## 境内
- 本殿 - 天保14年（1843年）再建。
- 拝殿 - 天保14年（1843年）再建。
- 東登竜門・西登竜門 - 本殿の左右にある唐門。
- 神楽殿（国登録有形文化財） - 1904年（明治37年）再建。
- 参集殿（国登録有形文化財） - 1911年（明治44年）再建。
- 梅花殿（国登録有形文化財） - 1928年（昭和3年）再建。
- 大将軍社 - 祭神：八衢比古神（やちまたひこのかみ）、八衢比売神（やちまたひめのかみ）、意冨加牟豆美神（おおかむづみのかみ）、久那斗神（くなどのかみ）。難波長柄豊崎宮の陰陽道による西北の鎮めとして建立。
- 神明社 - 祭神：天照皇大神、豊受皇大神
- 蛭子遷殿 - 祭神：蛭子大神
- 十二社 - 祭神：吉備聖霊、早良親王、藤夫人、伊予親王、火雷神、火産霊神、埴山比売神、天吉葛神、川菜神、藤原廣満霊、橘逸勢霊、文太夫霊
- 白米稲荷社 - 祭神：稲荷大神。伏見稲荷大社の奥院と称される。
- 稲荷奥宮 - 祭神：稲荷大神
- 八坂社 - 祭神：素盞雄命
- 妻社 - 祭神：大己貴大神
- 亀吉・鶴姫大明神社 - 祭神：鶴姫大明神・亀吉大明神・天満辨財天
- 霊符社 - 祭神：天之御中主神
- 松尾社 - 祭神：大山咋神
- 八幡社 - 祭神：応神天皇
- 吉備社 - 祭神：吉備真備公
- 住吉社 - 祭神：住吉三神（上筒之男命、中筒之男命、下筒之男命）
- 祖霊社 - 祭神：大阪天満宮神官・神職および氏子・崇敬者の祖霊
- 神輿庫
- 鳳輦庫 - 元は川崎東照宮の鳳輦庫。明治時代の廃仏毀釈によって川崎東照宮が廃されると、現在地に移築された。
- 星合池 - 亀の池とも呼ばれる。七夕神事旧跡。7月7日に「星愛七夕まつり」が開かれる。
- 梅香学院 - 1階は菅家廊下と呼ばれ、菅原道真公の一生を博多人形で再現した菅公縁起が設けられている。
- 白太夫社 - 祭神：渡会春彦。菅原道真の守役。
- 老松社紅梅殿 - 祭神：梅の霊（御愛樹之霊）
- 老松神社 - 祭神：住吉大神、神功皇后
- 蛭子門（えびすもん） - 大阪天満宮の南西の門
- 社務所
- 天満宮会館
- 梅林 - 境内各所。
- 天満天神の水 - かつて当社の境内では、大坂四清水の一つとして名高い「天満天神の水」が湧いていたが、高度経済成長期に枯れてしまった。そこで2014年（平成26年）に井戸を掘り直して復活させたもの。
- 御井神
- 表大門

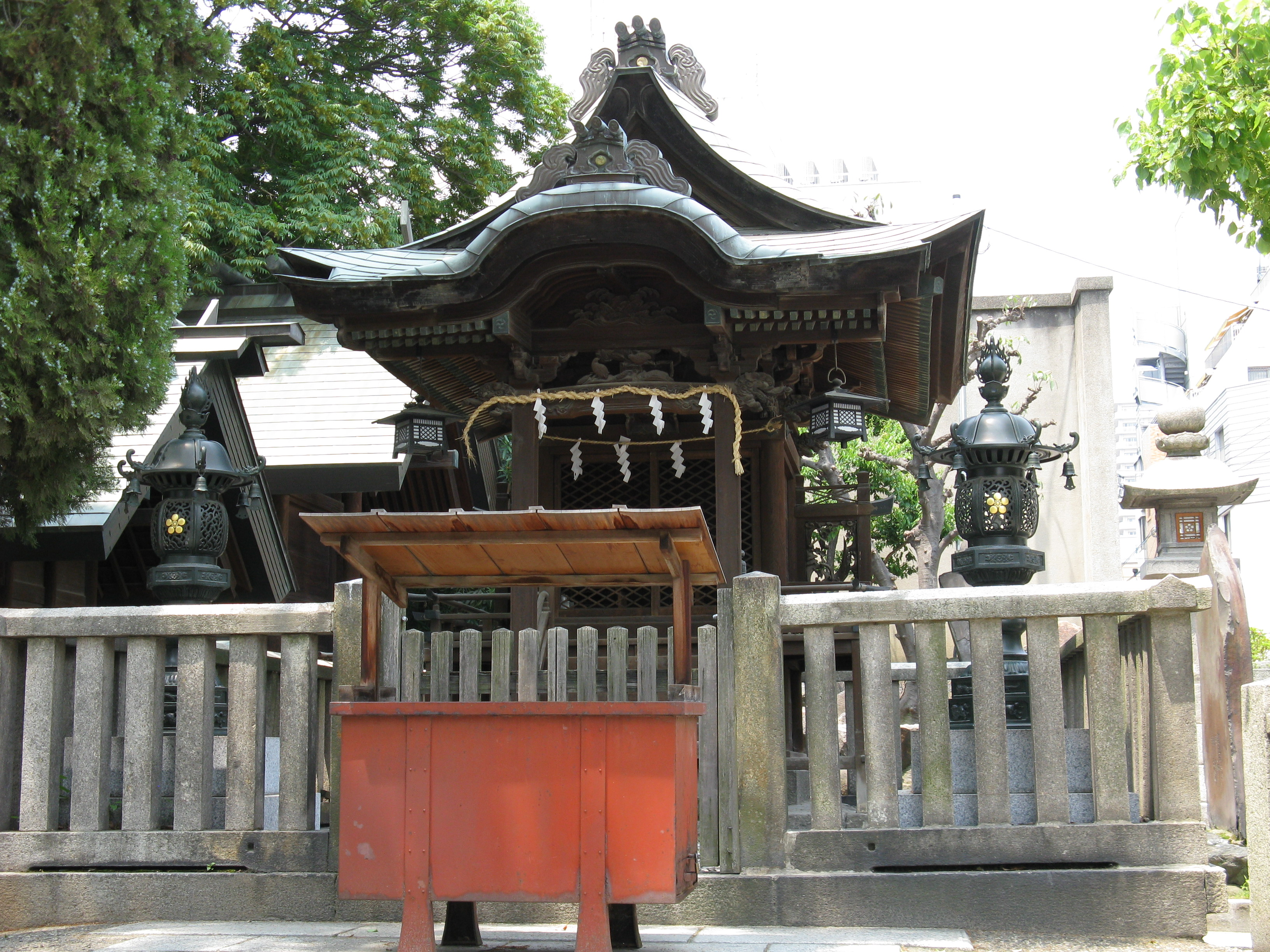
大将軍社
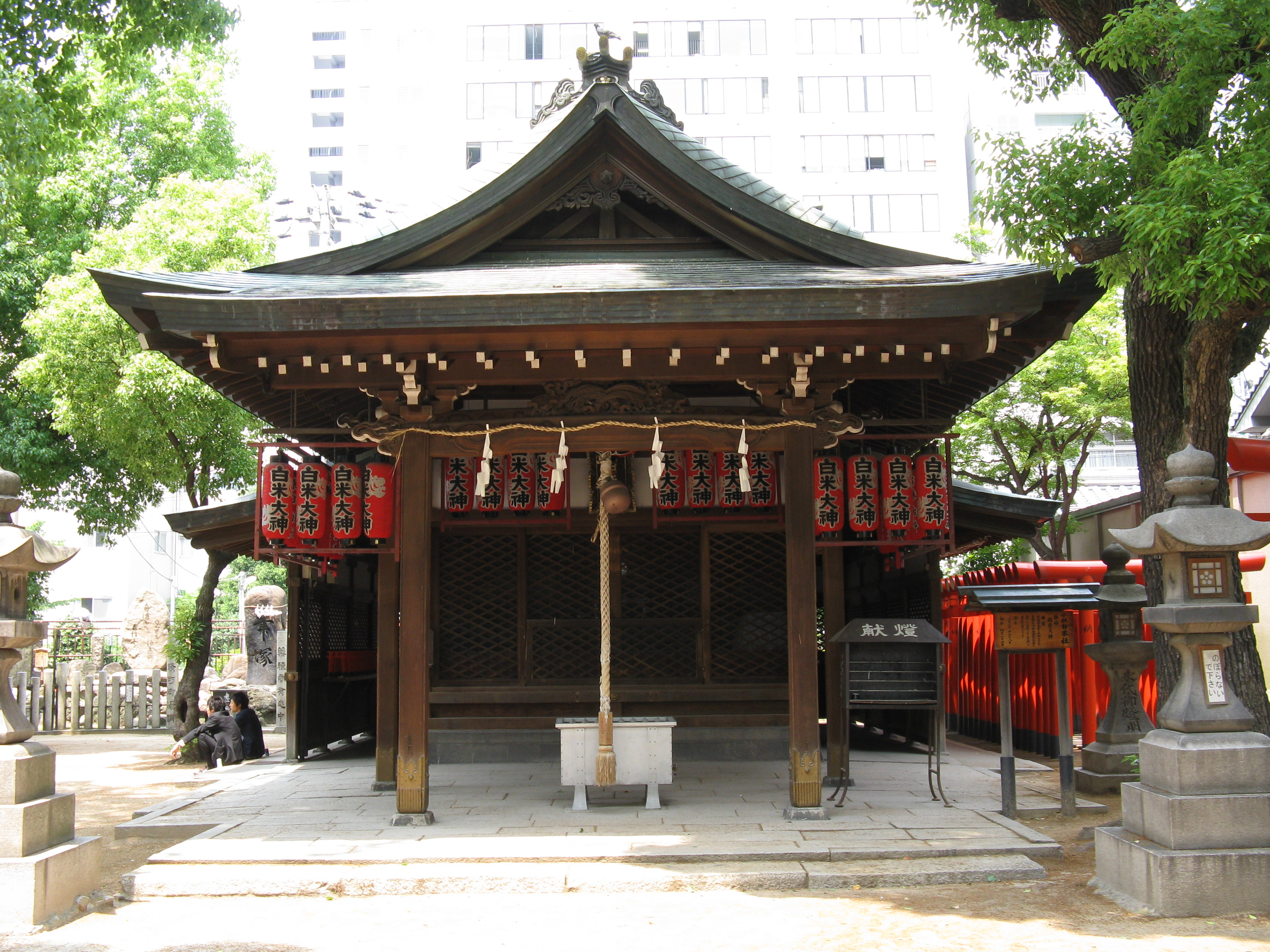
白米稲荷社
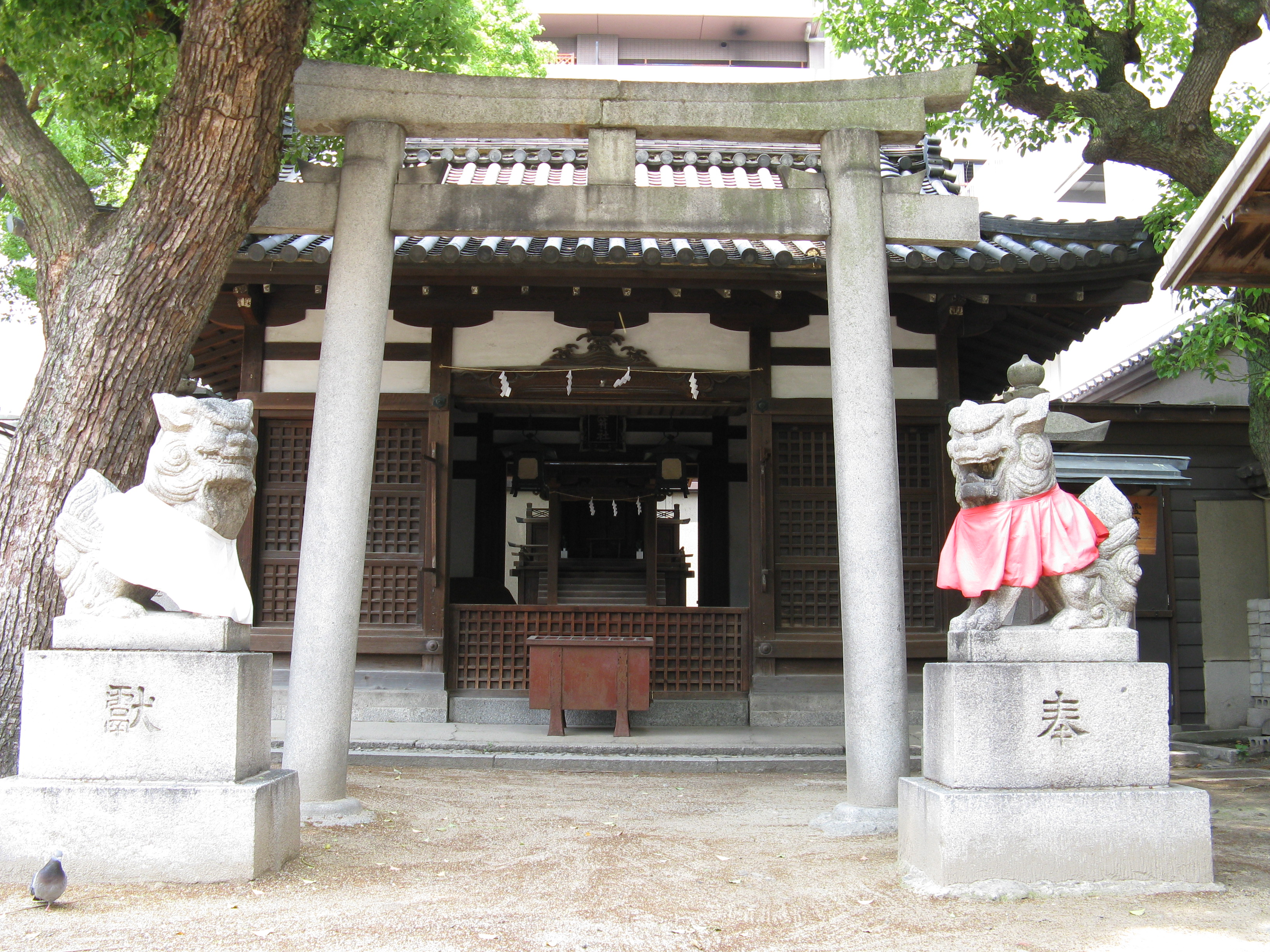
霊符社
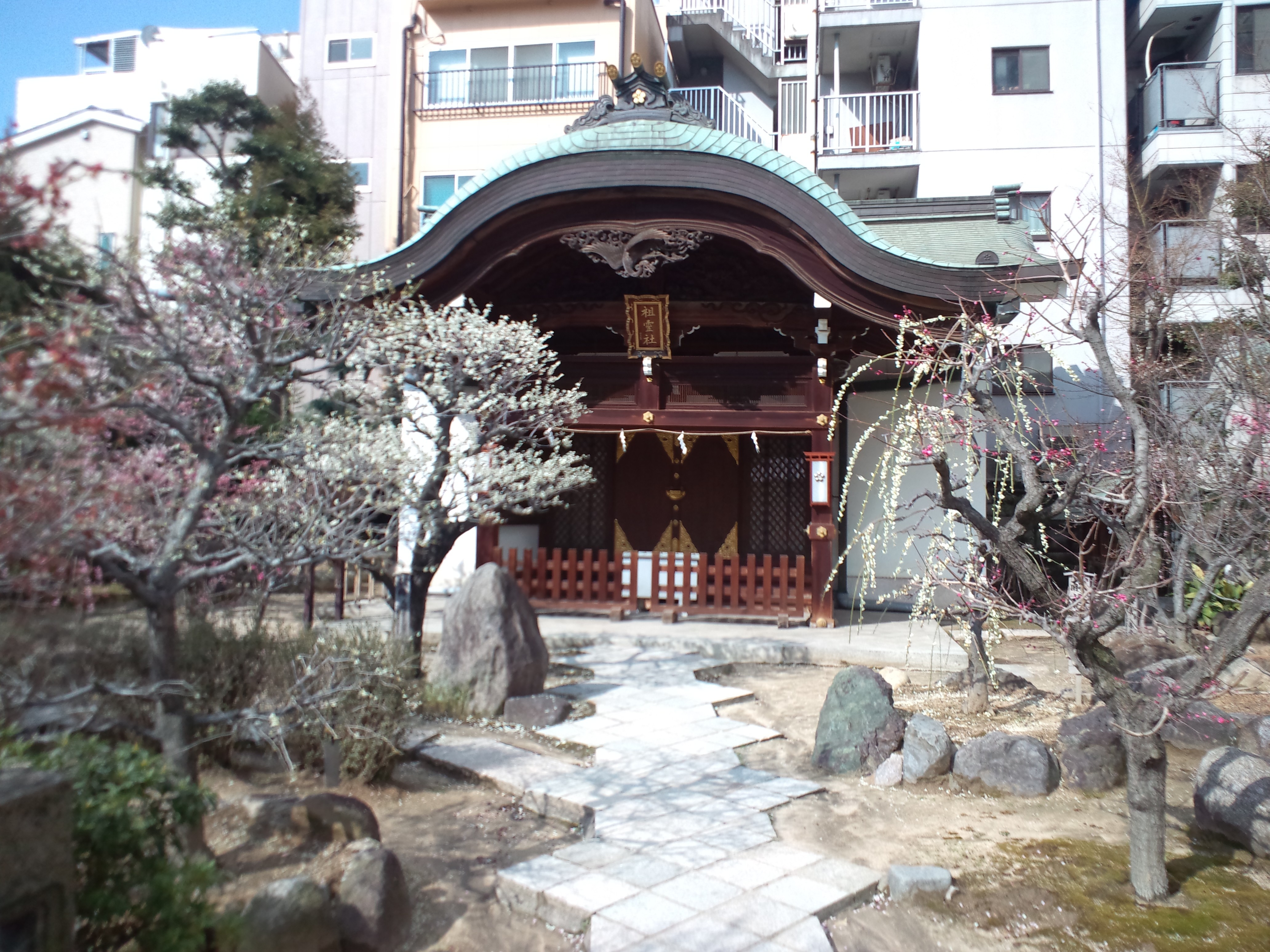
祖霊社
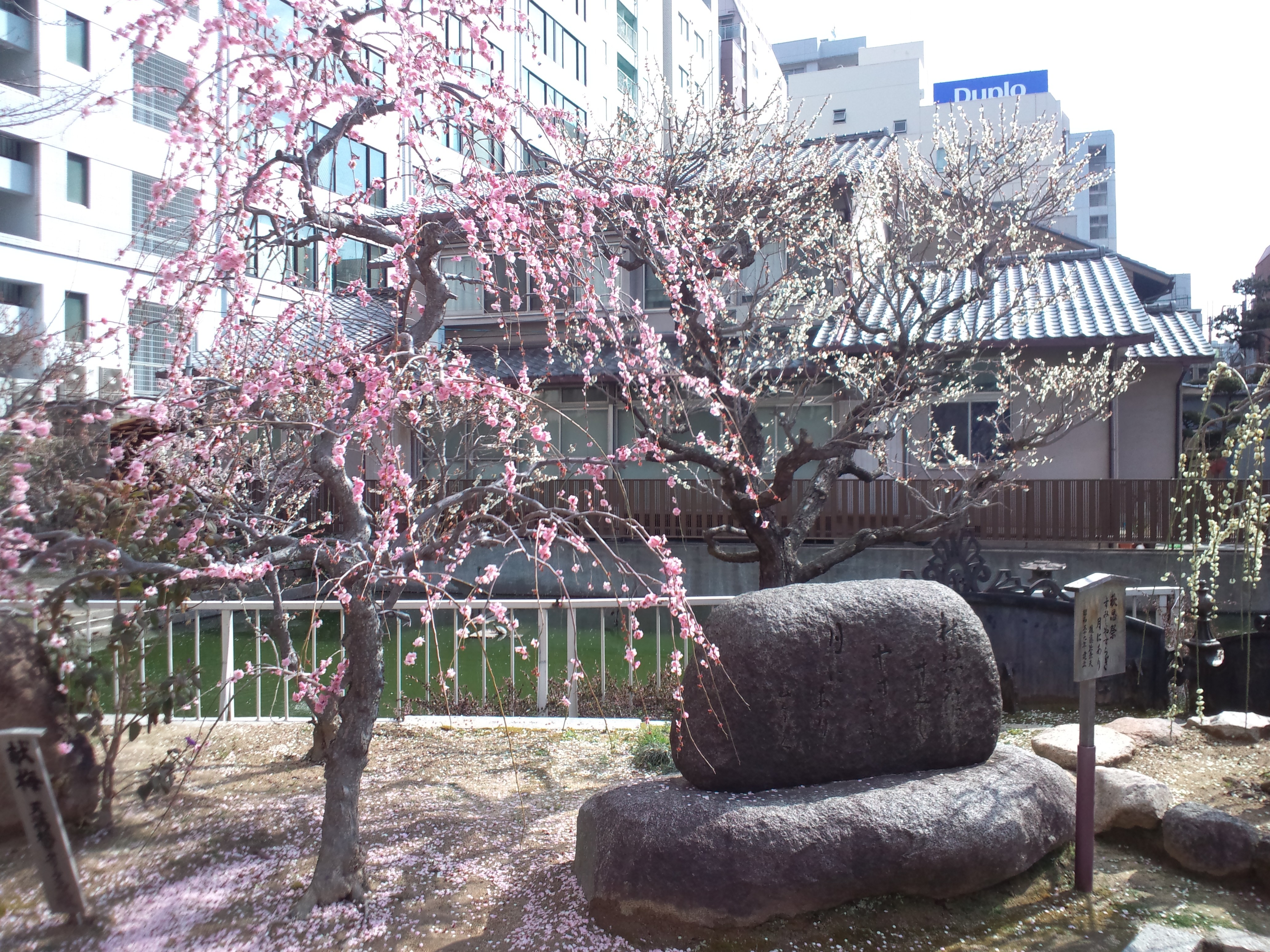
星合池前の梅林
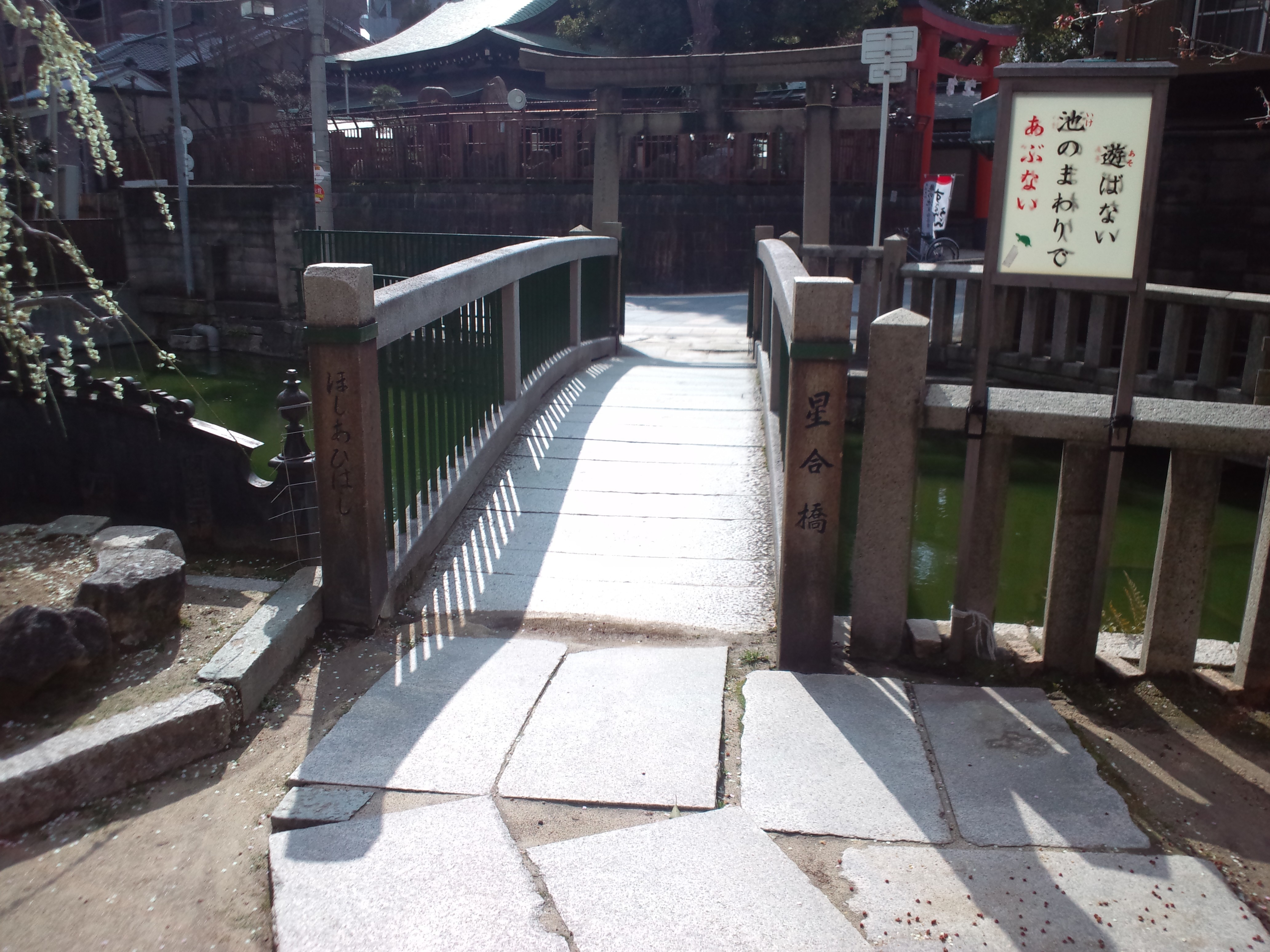
星合池に架かる星合橋
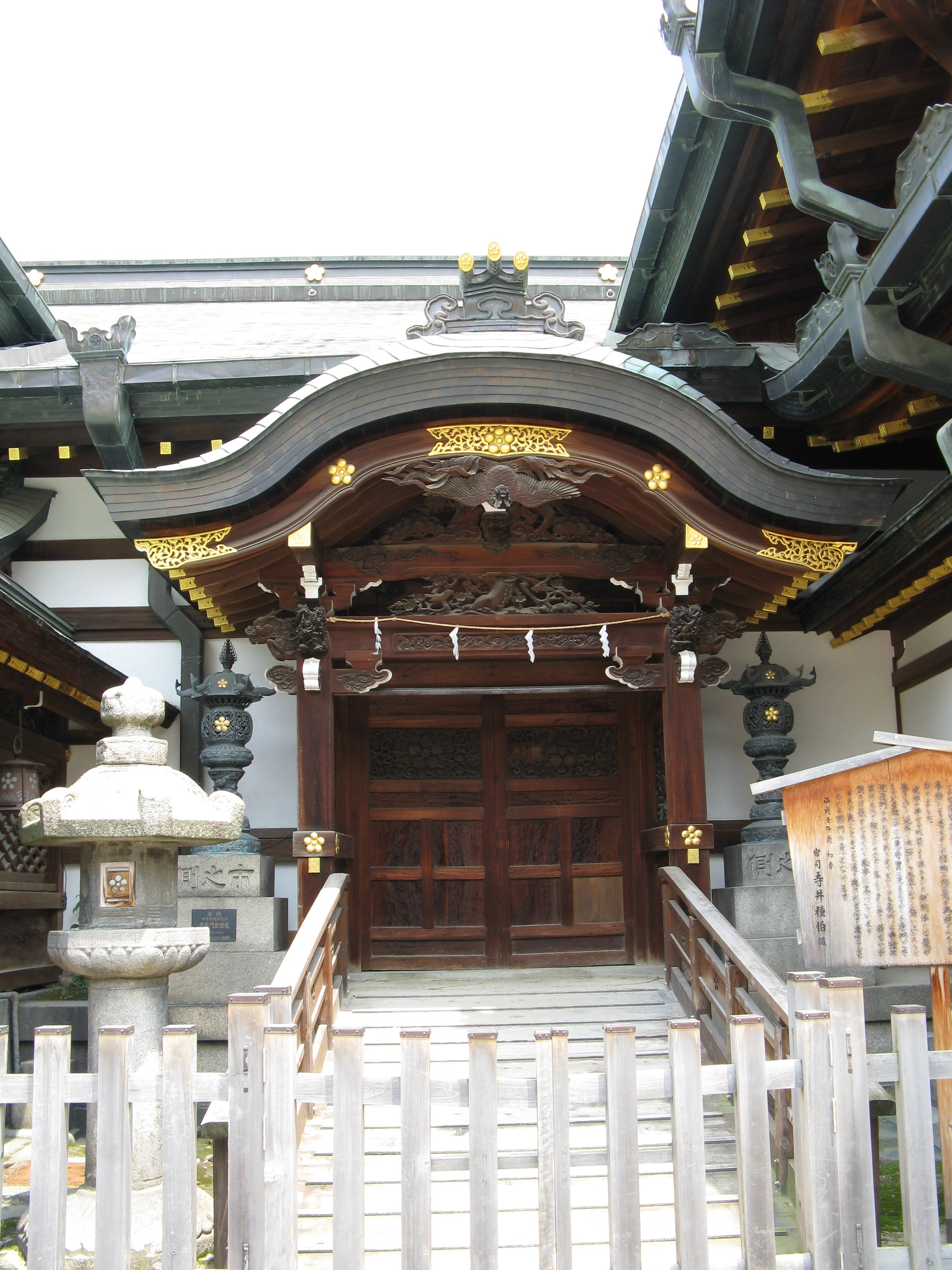
登竜門
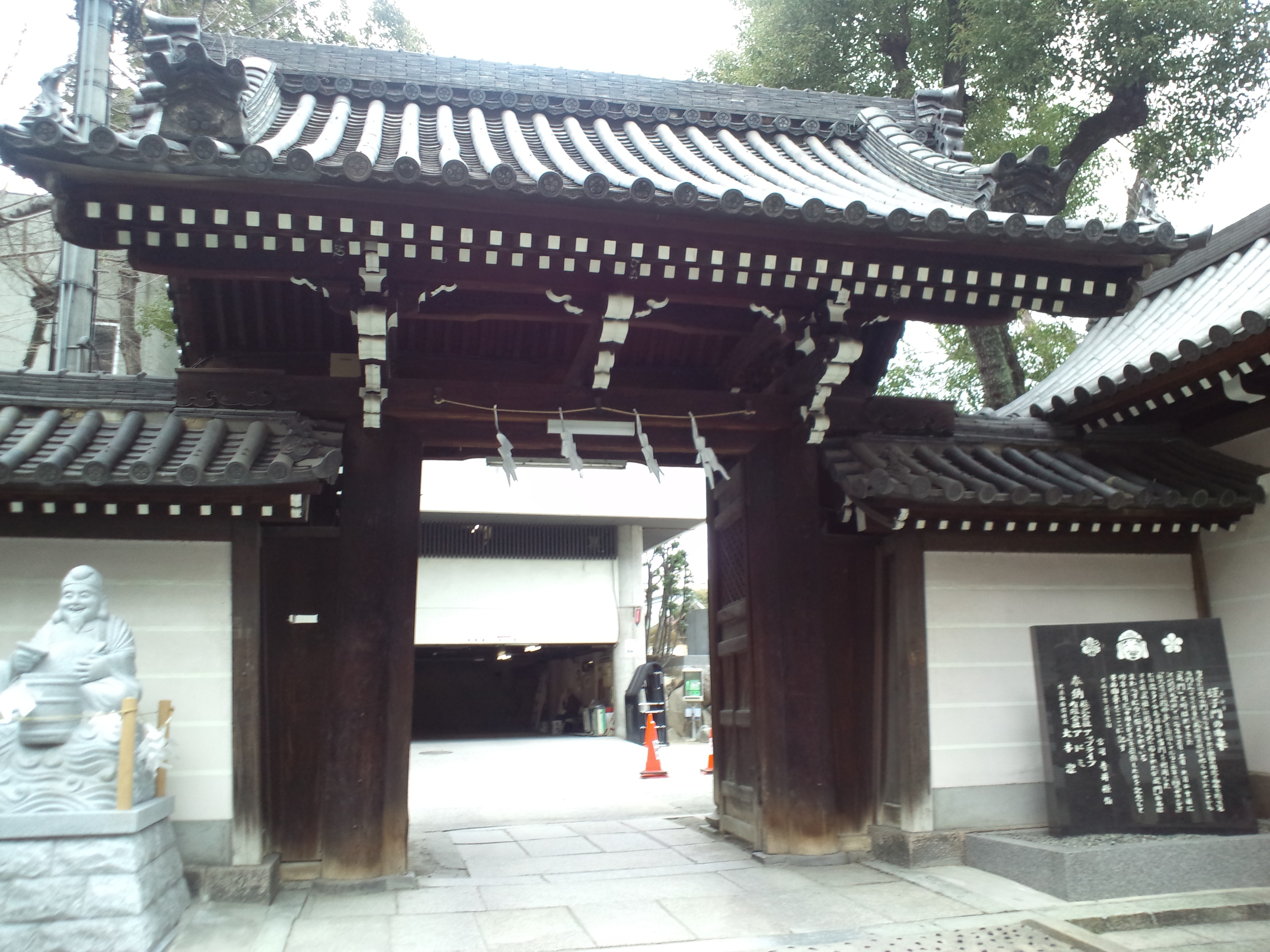
蛭子門
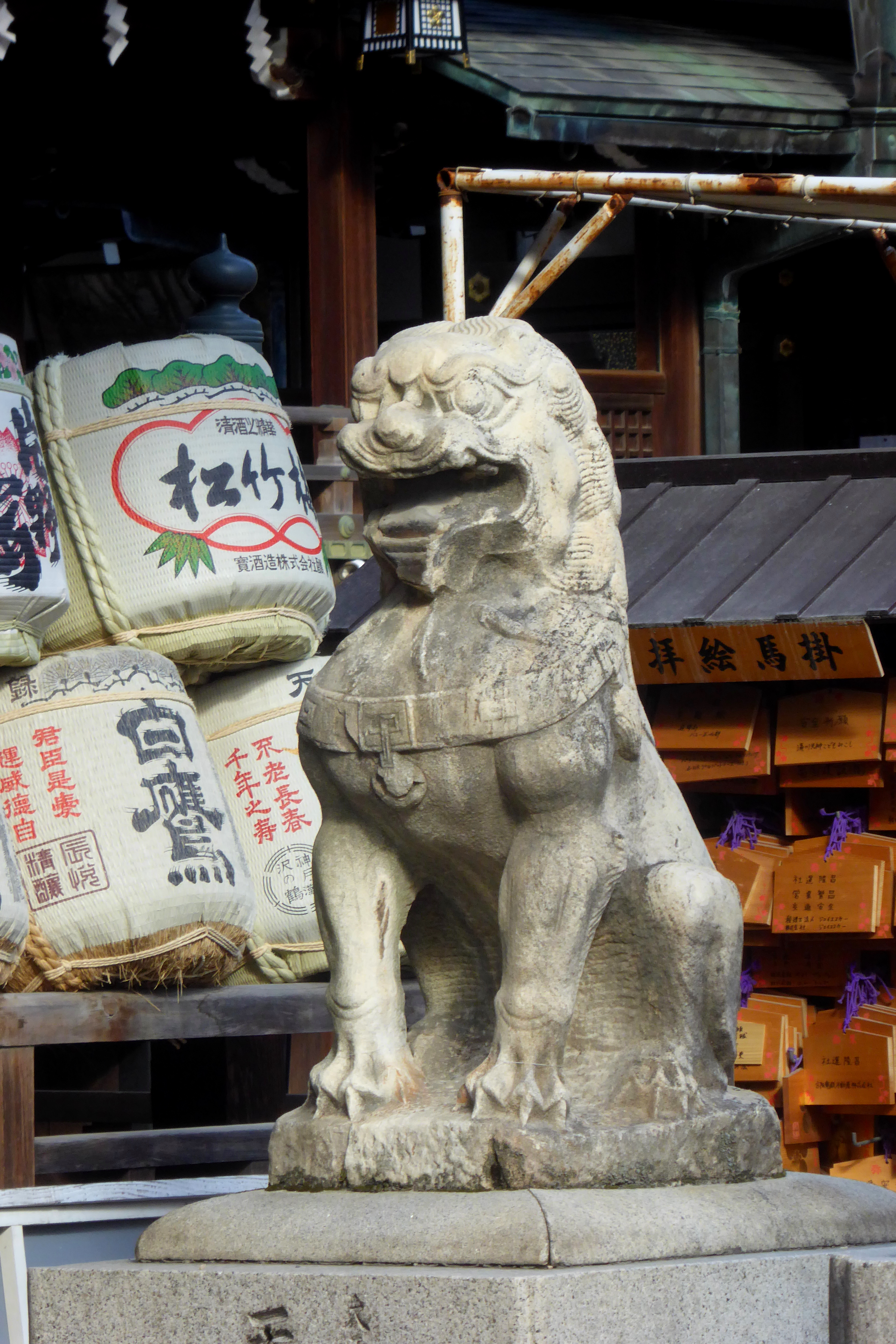
狛犬
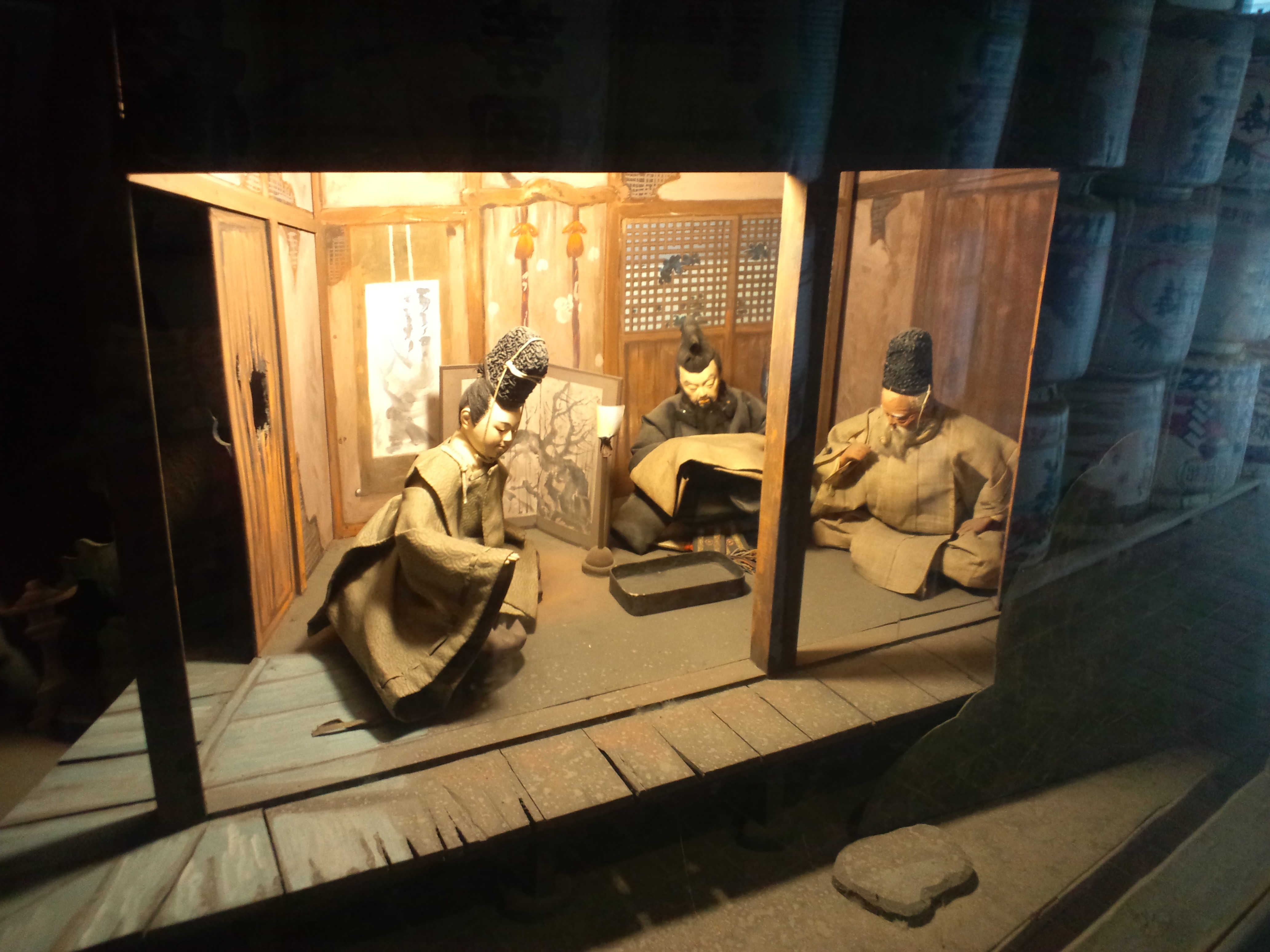
菅公縁起『配所の月』

## 文化財

### 国登録有形文化財

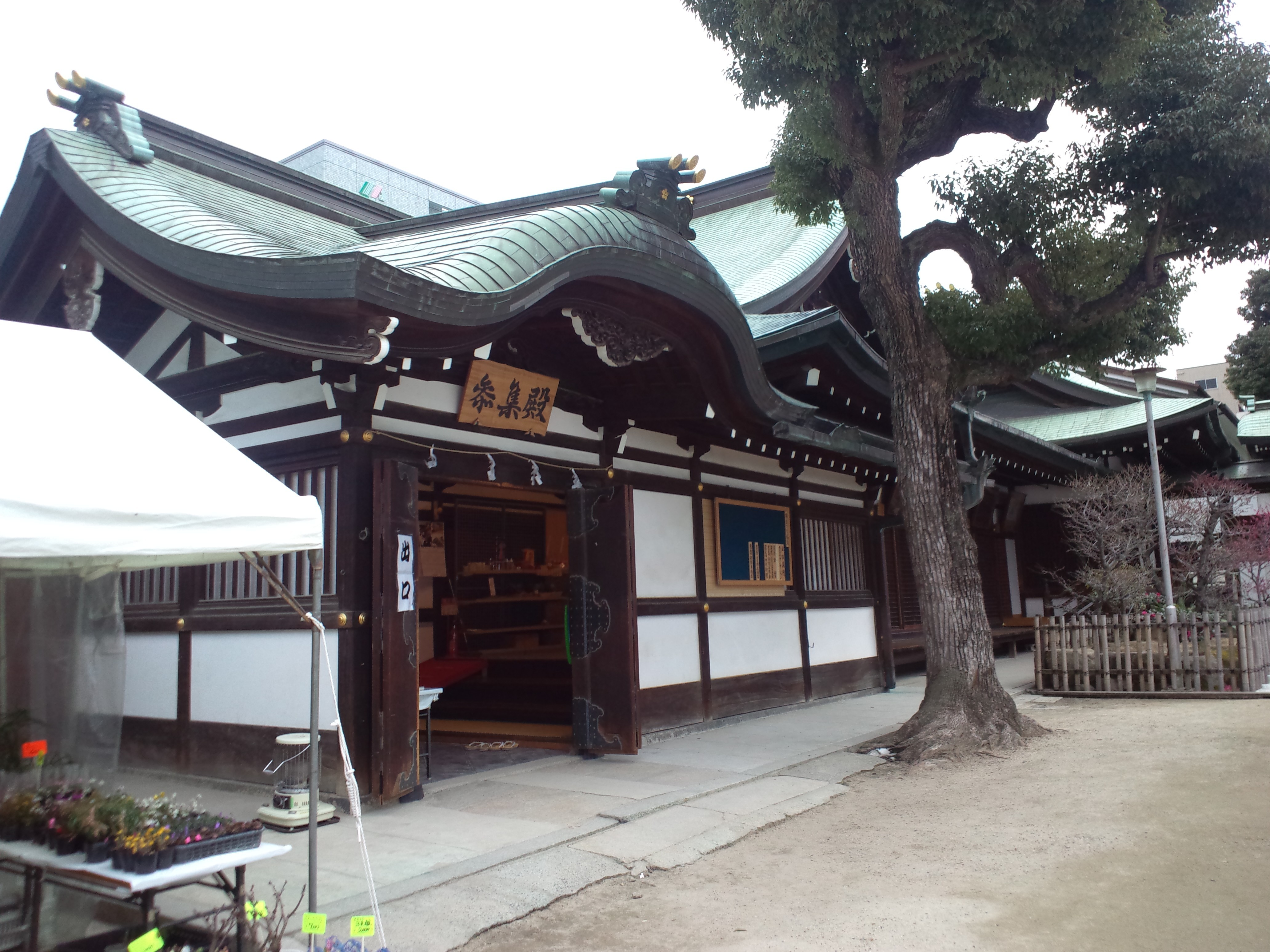
参集殿

- 神楽殿
- 参集殿
- 梅花殿

### 大阪府指定有形文化財
- 春秋遊牛図屏風

### 大阪府指定有形民俗文化財
- 天神祭御迎船人形 16躯 附：天満宮御神事御迎船人形図会 1冊、御迎人形図木版刷 1枚

### 大阪府指定無形民俗文化財
- 天神祭の催太鼓（大阪天満宮催太鼓太鼓中）
- 天神祭のどんどこ船行事（大阪天満宮　どんどこ船講）

### 大阪市指定有形文化財
- 天神祭礼船渡御図屏風 伝長谷川光信筆 6曲1隻

### 大阪市指定有形民俗文化財
- 船形山車「天神丸」

### その他
- 算額 - 文化5年（1808年）奉納（復元）。

## 祭事

### 上期
- 1月1日 - 拂暁祭、歳旦祭
- 1月3日 - 元始祭
- 1月9日から11日 - 天満天神えびす祭

戦後途絶えていた十日戎が、上方落語協会会長・六代桂文枝の意向もあり2007年（平成19年）に「天満天神えびす祭」として復活する。天満天神えびす祭では天神祭などで活躍した天神天満花娘が福娘として奉仕する。
- 1月24日・25日 - 初天神梅花祭
- 2月3日 - 節分祭、鎮魂祭
- 2月第1日曜日 - なにわ七幸祭、七幸市
- 2月8日 - 白米社春祭、お針まつり（吉備社）：裁縫上達や針供養の祭。
- 2月11日 - 紀元祭
- 2月25日 - 祈年祭、余香祭
- 3月25日 - 例祭：菜花祭
- 4月25日 - 鎮花祭：「はなしづめのまつり」とも呼ぶ。
- 4月の1か月間 - 十三詣り
- 6月30日 - 道饗祭、住吉社例祭

### 下期

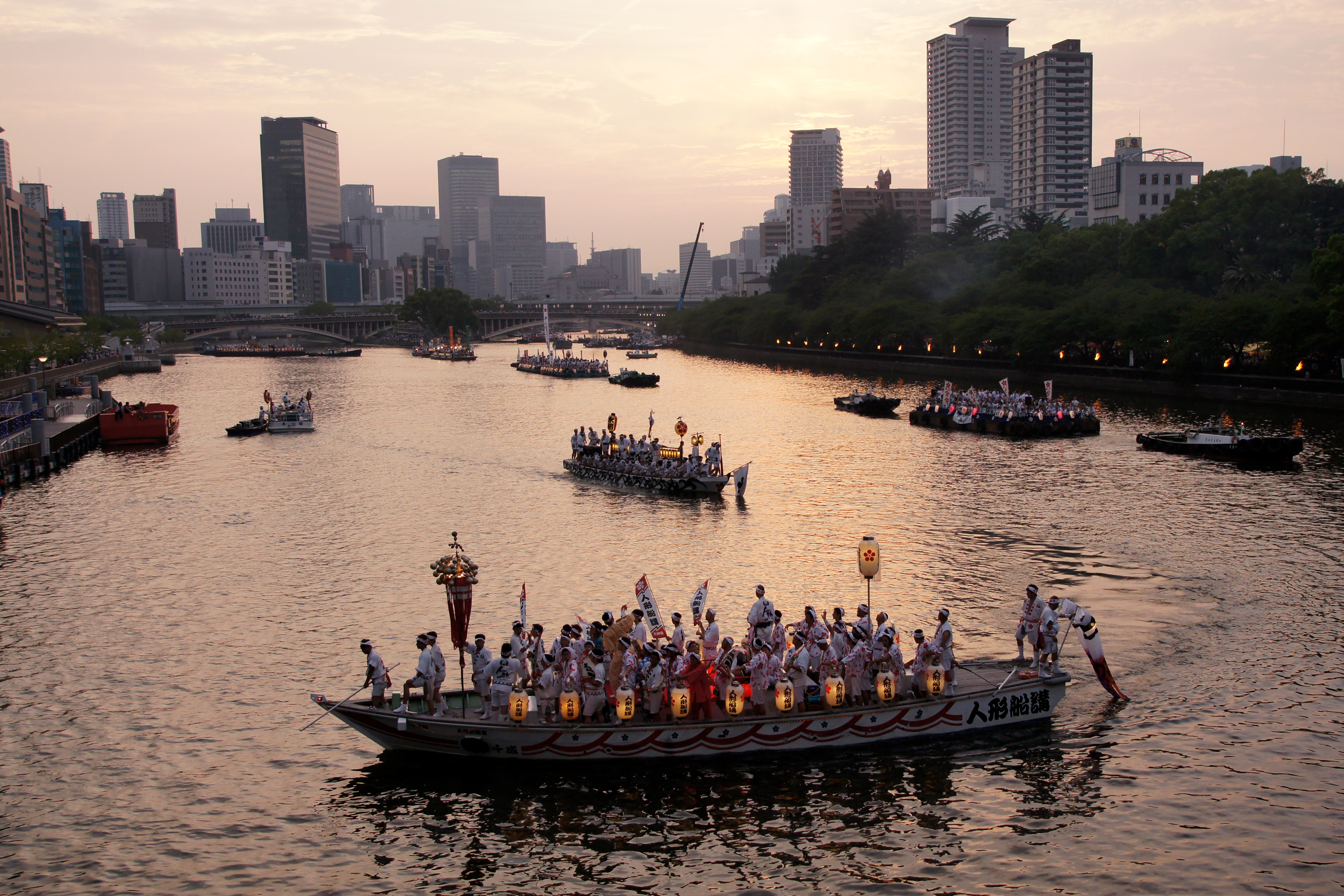
天神祭の船渡御

- 7月24日・25日 - 天神祭：6月下旬吉日から7月25日にかけて約1か月間。
- 8月25日 - 天神踊
- 仲秋の明月の日 - 秋思祭
- 10月17日 - 神嘗祭当日祭、神明社例祭
- 10月25日 - 秋大祭、流鏑馬神事
- 11月の1ヶ月間 - 七五三詣
- 11月25日 - 新嘗祭、青山神饌田新穀献供
- 12月上旬 - 鎮火祭
- 12月23日 - 天長祭
- 12月25日 - 終天神（しまいてんじん）
- 12月31日 - 大祓式、御門祭、道饗祭、除夜祭

## 前後の札所
菅公聖蹟二十五拝
9 佐太天神宮　-　10 大阪天満宮　-　11 露天神社
なにわ七幸めぐり（学業成就）
神仏霊場巡拝の道
49 坐摩神社　-　50 大阪天満宮　-　51 太融寺

## 現地情報
所在地
- 大阪府大阪市北区天神橋二丁目1番8号

交通アクセス
- 最寄駅：JR東西線「大阪天満宮駅」
- 最寄駅：OsakaMetro（谷町線・堺筋線）南森町駅

周辺
- 天神橋筋商店街
- 真宗大谷派天満別院
- 天満天神繁昌亭
- 吉本興業創業地 - 天満天神繁昌亭向かいの駐車場付近[1]

## 備考
南浜墓地（大阪市設長浜霊園）には「大阪天満宮歴代神主墓」の墓碑がある。